# Kaoura Abdou
Kaoura Abdou (auch: Kaora Abdou, Kaouara Abdou) ist ein Dorf in der Landgemeinde Badaguichiri in Niger.

## Geographie
Das von einem traditionellen Ortsvorsteher (chef traditionnel) geleitete Dorf befindet sich rund 31 Kilometer östlich von Badaguichiri, dem Hauptort der gleichnamigen Landgemeinde, die zum Departement Illéla in der Region Tahoua gehört. Es liegt auf einer Höhe von 386 m in einem Tal im Süden der Gebirgslandschaft Ader Doutchi. Der Höhenunterschied zwischen der Talsohle und dem umliegenden Plateau beträgt bis zu 70 Meter. Direkt östlich an Kaoura Abdou schließt das Dorf Kaoura Acha an. Weitere größere Dörfer in der Umgebung sind Garhanga im Nordosten, Allakaye im Südosten und Dindi im Südwesten.

## Geschichte
Das Tal von Kaoura Abdou war in den 1920er Jahren ein frühes Zentrum der Tidschānīya von Ibrahim Baye Niass, die die Islamisierung im Süden der Region Tahoua prägte. Hier wirkten Marabouts aus Kano, die ihre Ausbildung in Kaolack abgeschlossen hatten.

## Bevölkerung
Bei der Volkszählung 2012 hatte Kaoura Abdou 5672 Einwohner, die in 877 Haushalten lebten. Bei der Volkszählung 2001 betrug die Einwohnerzahl 3821 in 598 Haushalten und bei der Volkszählung 1988 belief sich die Einwohnerzahl auf 3296 in 594 Haushalten.

## Wirtschaft und Infrastruktur
In Kaoura Abdou gibt es einen Wochenmarkt und einen Schlachthof. Es wird Bewässerungsfeldwirtschaft betrieben. Mit einem Centre de Santé Intégré (CSI) ist ein Gesundheitszentrum im Dorf vorhanden. Der CEG Kaoura Abdou ist eine Schule der Sekundarstufe des Typs Collège d’Enseignement Général. Die Niederschlagsmessstation in Kaoura Abdou wurde 1981 in Betrieb genommen. Der Ort ist über die 70 Kilometer lange Route 543 mit dem Gemeindehauptort Badaguichiri verbunden. Es handelt sich um eine einfache Landstraße.